# Philophylla indica
Philophylla indica
 es una especie de insecto del género Philophylla de la familia Tephritidae del orden Diptera. 
Albany Hancock y Drew la describieron científicamente por primera vez en el año 1994.